# 嘉模圣母圣殿 (赫雷斯-德拉弗龙特拉)

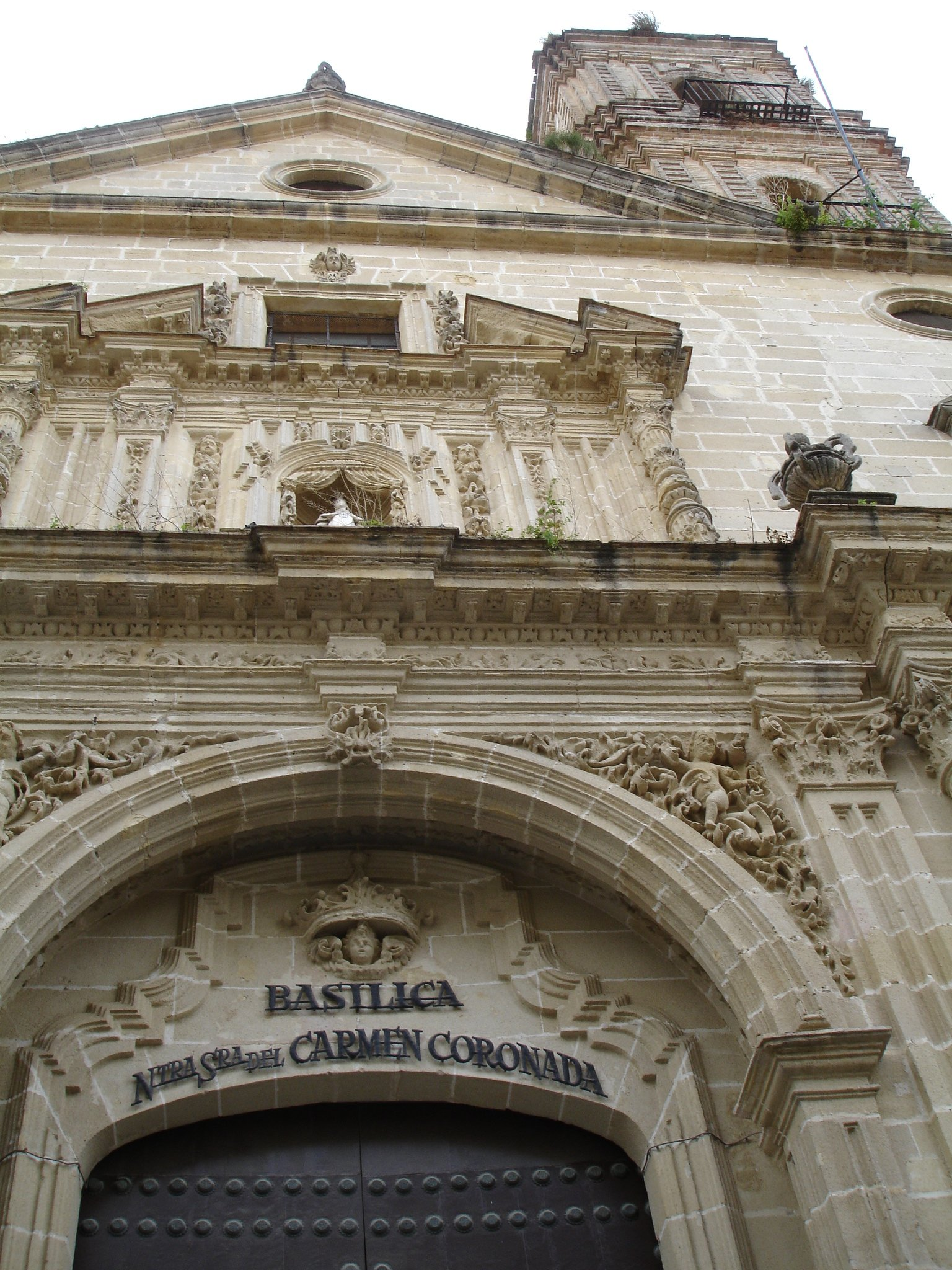

嘉模圣母圣殿（Basílica Menor de Nuestra Señora del Carmen Coronada）是西班牙加的斯省赫雷斯-德拉弗龙特拉的一座罗马天主教宗座圣殿，供奉嘉模圣母，由加尔默罗会创建于16世纪后期，17世纪迁至现址。目前的教堂建于1727年，巴洛克风格。

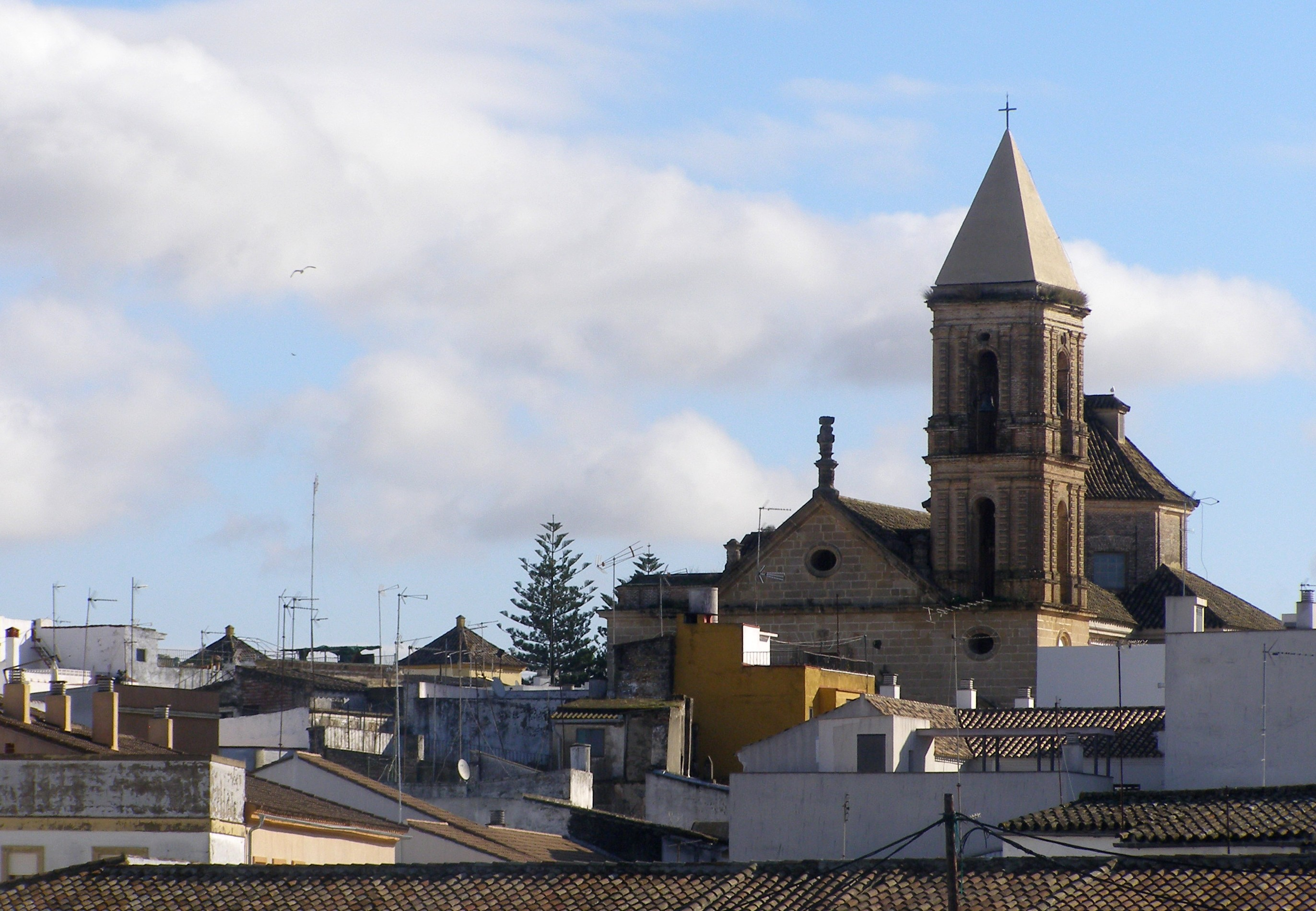
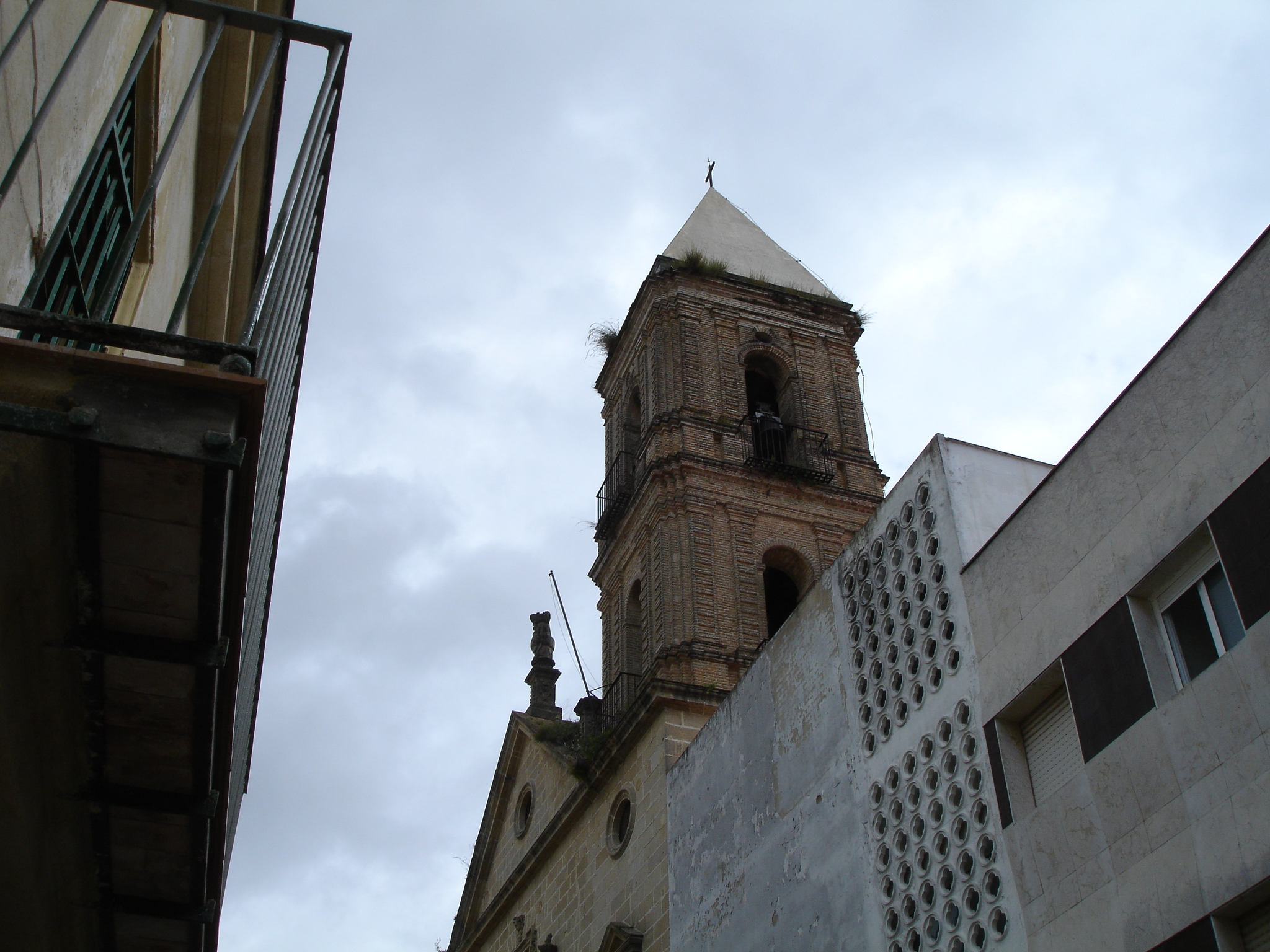
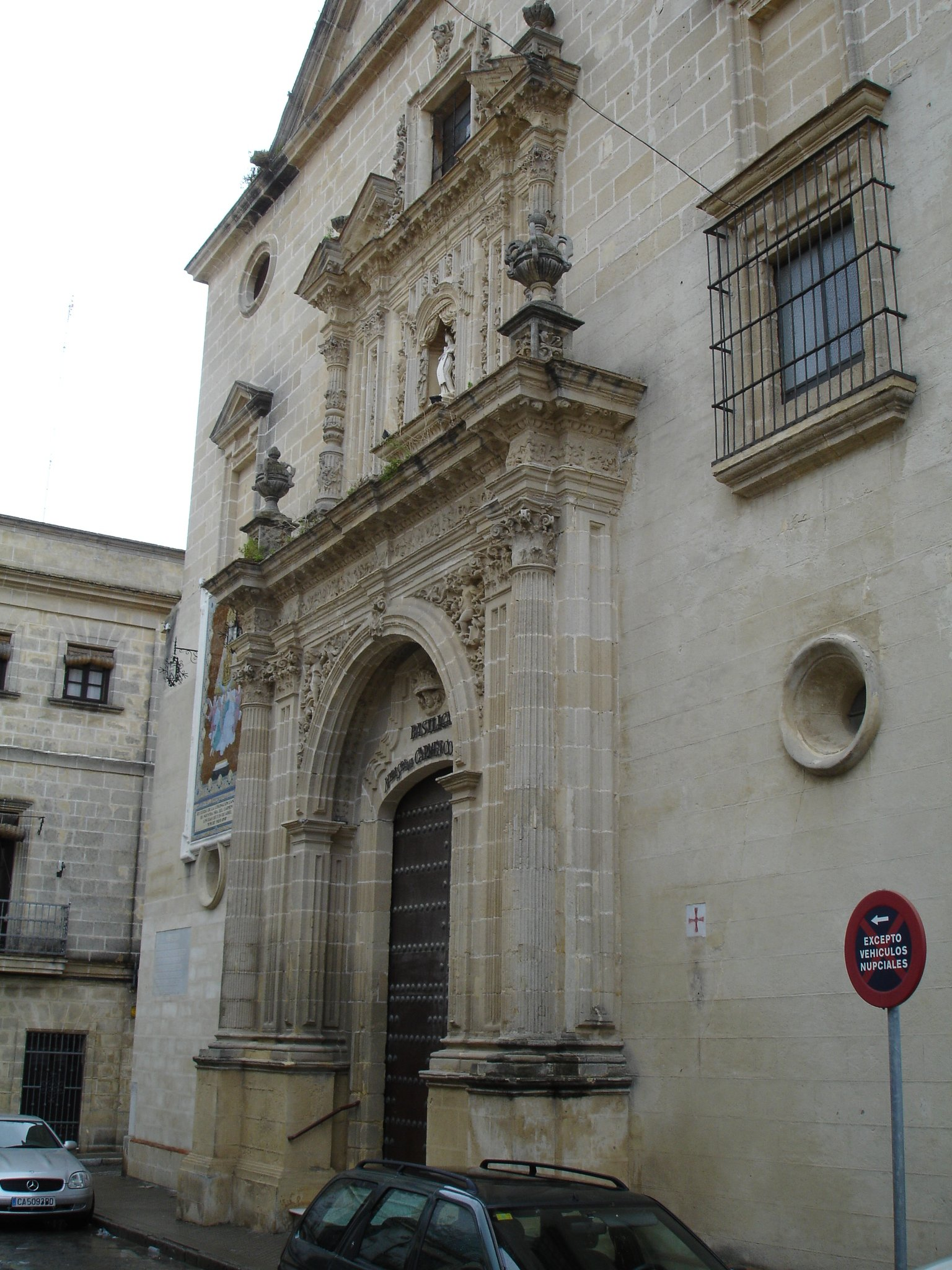
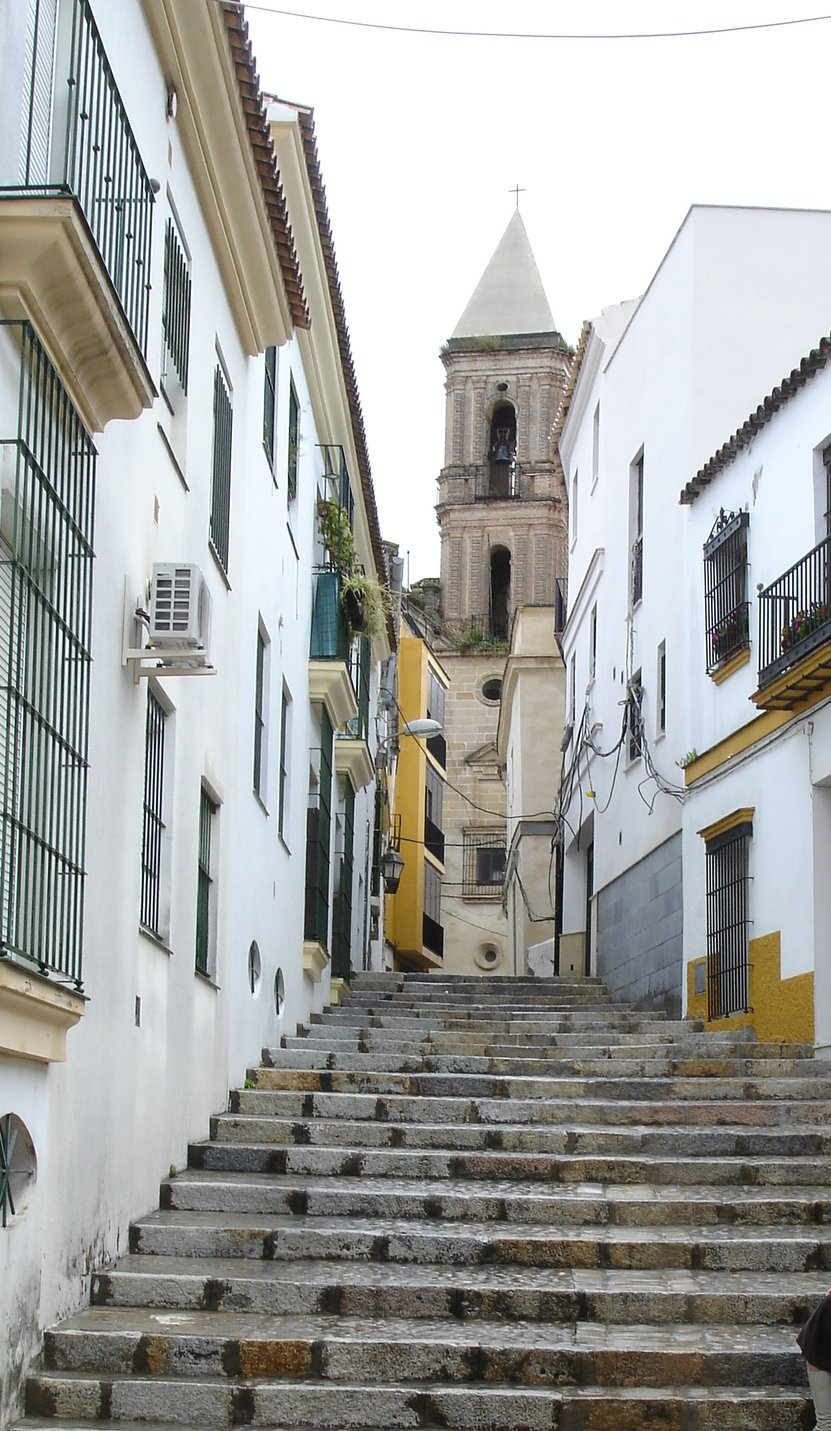
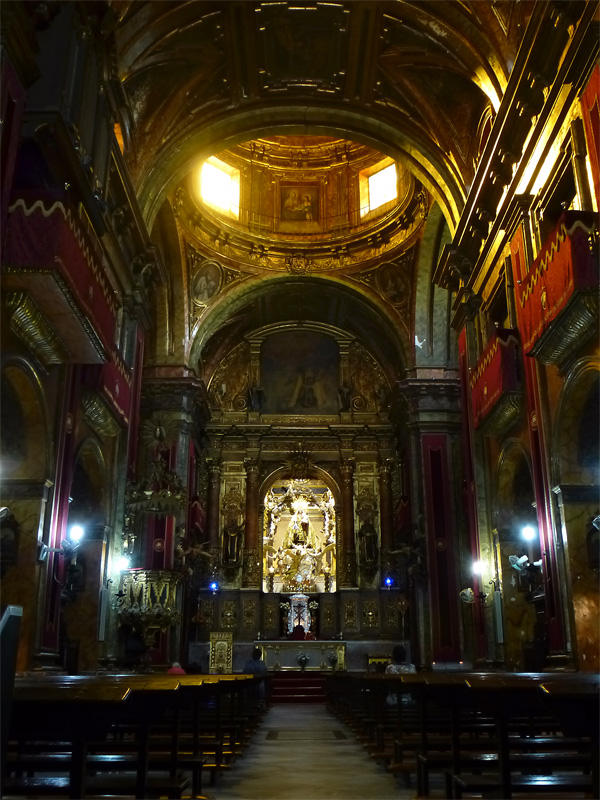
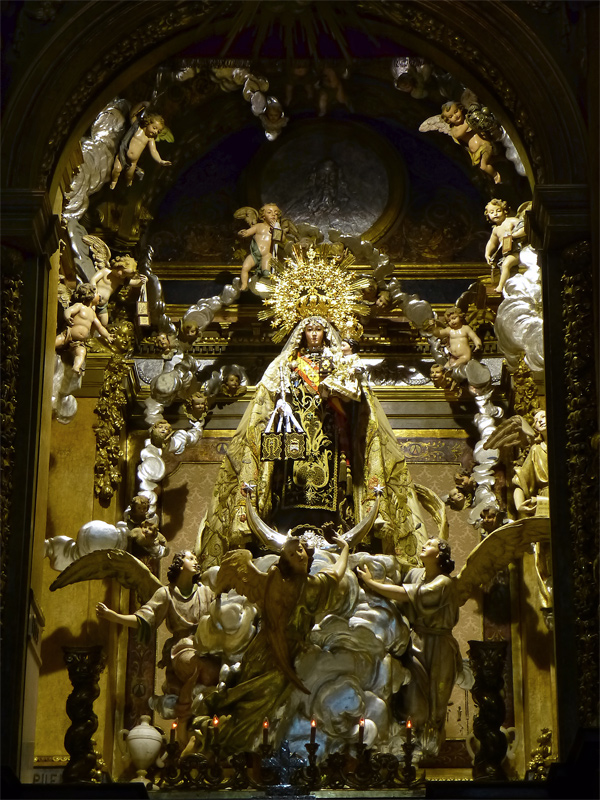
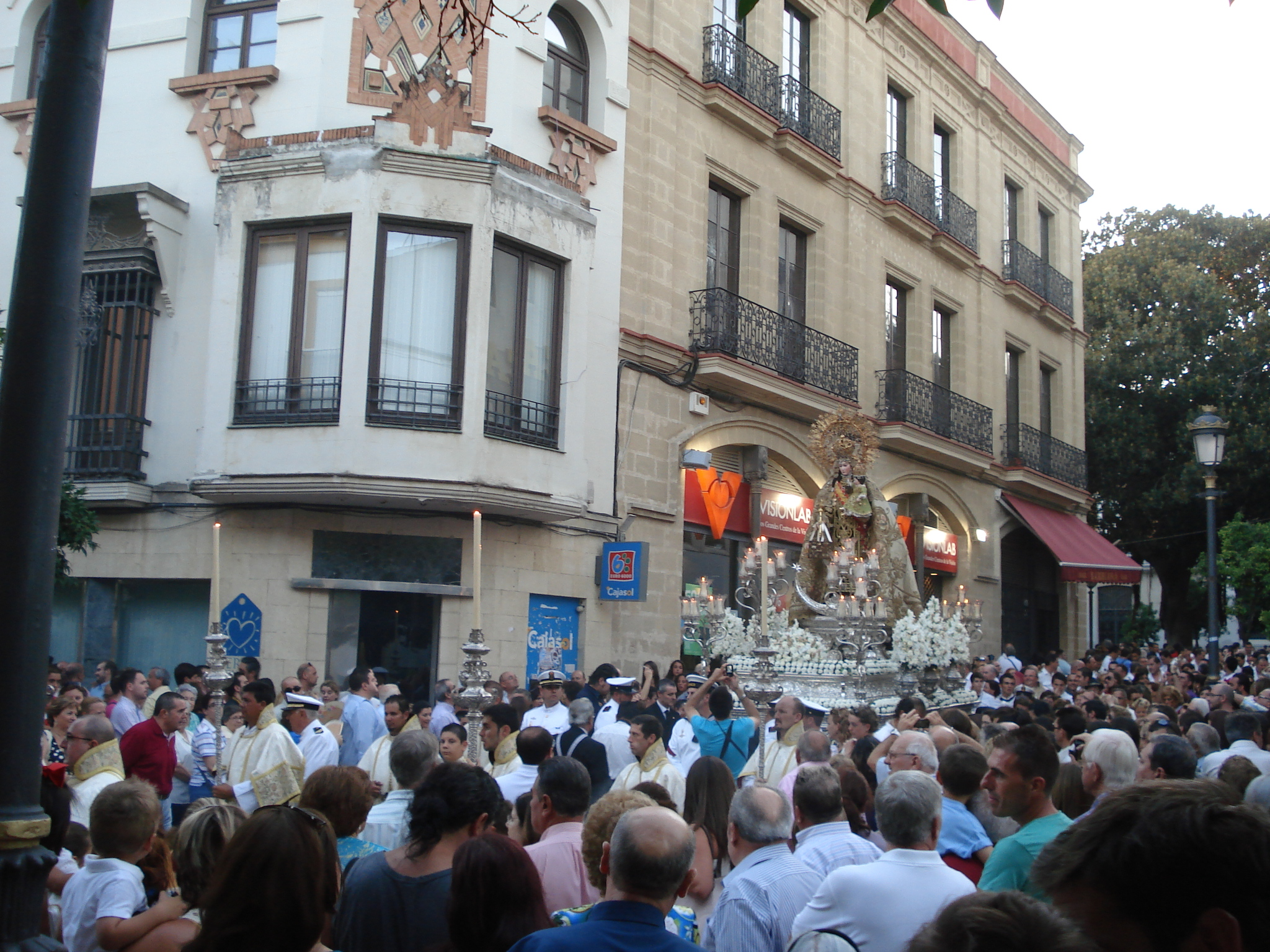
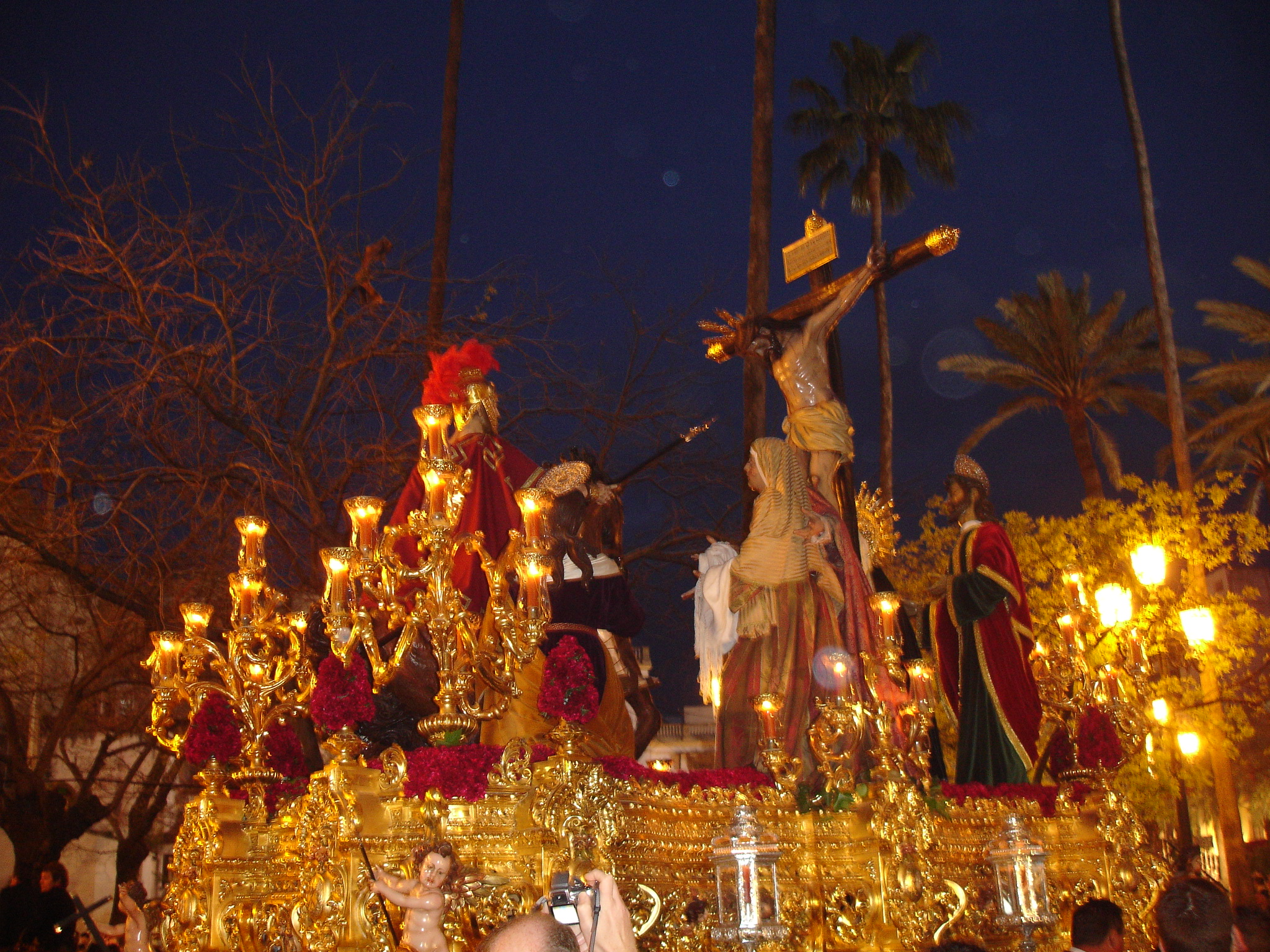